# Basil Zaharoff

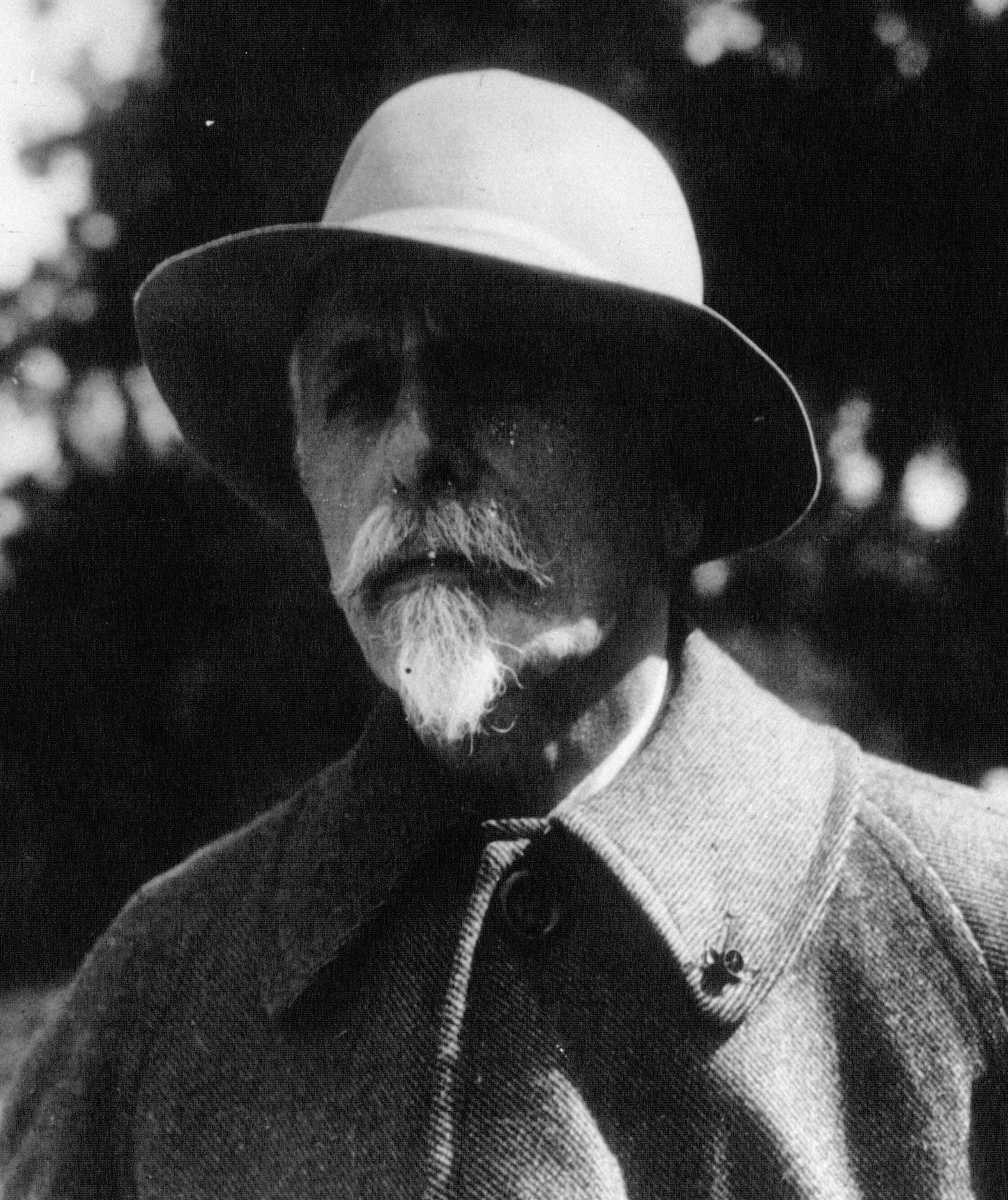
Basil Zaharoff 1928

Basil Zaharoff (griechisch Βασίλης Ζαχάρωφ, * als Βασίλειος Ζαχαρίας (Vasílios Zacharías), auch Zacharias Basileos Zacharoff, vermutlich 6. Oktober 1849 in Muğla, Osmanisches Reich; † 27. November 1936 in Monaco) war ein griechischer Unternehmer und Mäzen, der zu Lebzeiten als bedeutendster Waffenhändler Europas galt.

## Leben
Nach dem Schulbesuch und einem Stipendium arbeitete Basil Zaharoff im väterlichen Textilhandel, später beteiligte er sich an einer Kette von Textilgeschäften seines Onkels. Beide Unternehmen liefen nicht gut, so dass Basil Zaharoff auch als Fremdenführer arbeitete und dabei seine Sprachkenntnisse in Englisch und Französisch verbesserte, sowie zeitweise auch als Feuerwehrmann. Er emigrierte nach London.

### Als Händler für Thorsten Nordenfelt
1876 ließ er sich in Athen nieder. Durch die Vermittlung von Stephanos Skouloudis wurde Zaharoff am 14. Oktober 1877 als Generalvertreter für den Rüstungshersteller Nordenfelt für die Region Balkan und Orient engagiert. Zahlreiche Konflikte und Auseinandersetzungen, wie der Griechisch-Türkische Krieg oder der Chinesisch-Japanische Krieg, führten zu erfolgreichen Geschäftsabschlüssen von Zaharoff für die Firma Nordenfelt.
Als größte Konkurrenz für Nordenfelts Schnellfeuergewehre erwies sich die Erfindung des nachladenden Maschinengewehrs, des Hiram Maxim, doch bereits 1888 schlossen sich die beiden Firmen zusammen. Später wurde die Firma dann von Vickers übernommen. Das größte Projekt, das Zaharoff unter Dach und Fach brachte, war der gewaltige Bau eines Munitions- und Waffenarsenals in Zarizyn. Der entsprechende Vertrag wurde 1913 unterzeichnet.
Thorsten Nordenfelt konstruierte ein gut steuerbares Unterseeboot, das er an Griechenland verkaufte. Das Osmanische Reich betrachtete die Unterzeichnung als Bedrohung und bestellte anschließend zwei Unterseeboote bei Nordenfelt, diesen Kauf betrachtete dann Russland als Bedrohung und kaufte ebenfalls ein U-Boot von Nordenfelt.

### Nach dem Ersten Weltkrieg
Nach dem Ersten Weltkrieg gingen die Rüstungsausgaben in den meisten europäischen Ländern und im Nahen Osten zurück. Zaharoff beschäftigte sich mit dem Schiffsbau und dem Maschinenbau. Alfred Nobel hatte Basil Zaharoff die Patente für Dynamit verkauft, der mit der industriellen Herstellung des Sprengstoffs begann. Davon profitierte besonders der Eisenbahn- und Straßenbau.
Zaharoff war davon überzeugt, dass dampfbetriebene Maschinen durch erdölbetriebene ersetzt werden würden. Er half der Anglo-Persian Oil Company (heute: BP), auf dem französischen Markt Fuß zu fassen, und bekam im Gegenzug Transportaufträge für seine Öltanker.
Auf Vermittlung von Louis II. von Monaco übernahm Zaharoff die damals bankrotte Spielbank von Monte Carlo. Nach fünf Jahren als Buchhalter an der Spielbank in Monte Carlo – wo er aber nie an einem Spieltisch saß – zog er sich aus dem aktiven Geschäft zurück. Mit 75 Jahren heiratete er am 22. September 1924 nach dreißigjähriger Bekanntschaft Maria del Pilar Antonia Angela Patrocinio Simona de Muquiro y Beruete, verwitwete Duchesse de Villafranca des los Caballeros. Sie wohnten im Schloss Balincourt und in Monte Carlo. Seine Frau hatte Zaharoff während ihrer Hochzeitsreise mit ihrem ersten Ehemann, dem spanischen Adligen und Mitglied des Königshauses, Francisco María de Borbón, im Orient-Express, einem bevorzugten Verkehrsmittel Zaharoffs, kennengelernt. Ihr erster Ehemann, der psychisch erkrankt war, hatte sie während der Zugfahrt angegriffen und verletzt, worauf sie Zaharoff in Sicherheit brachte. Francisco María de Borbón wurde schließlich dauerhaft in einem Sanatorium untergebracht. Im katholischen spanischen Königshaus kam eine Scheidung nicht in Frage, so dass Zaharoff seine Geliebte erst nach dem Tod von Francisco María de Borbón 1923 heiraten konnte. Die drei Töchter haben sehr wahrscheinlich Zaharoff als Vater, der schließlich nach dem Tod seiner Frau die noch lebenden beiden Töchter adoptierte.

## Vermögen
Zaharoff gehörte zu den reichsten Menschen seiner Zeit. Sein Vermögen umfasste Minderheits- und Mehrheitsbeteiligungen an vielen Betrieben der Schwerindustrie, beispielsweise Maschinenbauunternehmen und Werften, darunter Vickers, Krupp und Škoda.

## Mäzenatentum
Insider nannten Zaharoff aufgrund seiner Stiftungstätigkeiten für das Rote Kreuz und einen Arbeitslosenfonds den „roten Basil Zaharoff“.
Einen Großteil seines Vermögens stiftete er im Laufe seines Lebens für wohltätige Zwecke, darunter:
- Stiftung eines Lehrstuhls für Luftfahrt in Nantes, 1909[8]
- Stiftung von 200.000 Francs zur Errichtung eines Militärhospitals in Biarritz, Frankreich, 1914[9][10]
- Stiftung eines Lehrstuhls für Aerodynamik in Paris (Kosten: 700.000 Francs)
- Initiative und Stiftung des Institut Pasteur à Athènes, 1919
- Hilfe an Erdbebenopfer und Wiederaufbau der Stadt Korinth
- Stiftung eines Gebäudes für die Griechische Botschaft in Paris
- Stiftung eines Studiengangs Luftfahrt an der Universität St. Petersburg
- Stiftung einer Professur für französische Literatur an der Universität Oxford und einer Professur für englische Literatur an der Sorbonne.
- Stiftung einer halben Milliarde Goldfranc an den griechischen Staat für die Verwirklichung der Megali Idea[11]

## Ehrungen (Auswahl)
- Grand-officier de la Légion d’honneur (Großkreuz der Ehrenlegion)
- Knight Grand Cross des Order of the British Empire
- Ehrendoktorwürde der Universität Oxford

## Rezeption
Zaharoff mied die Öffentlichkeit und ließ sich in seiner Zeit als Unternehmer nie fotografieren. Angeblich soll er sogar Doppelgänger beschäftigt haben. Er hatte den Ruf, „the mystery man of Europe“ zu sein.
Als Händler und später Fabrikant stand er nie auf der Seite nur einer Kriegspartei; er belieferte im Zweifel entgegen persönlicher Überzeugungen ebenso die Gegenpartei. Als Freund von Eleftherios Venizelos unterstützte er dessen Megali Idea, was ihn nicht daran hinderte, Waffen an Atatürks Streitkräfte zu liefern. Seine Belieferung beider Kriegsparteien ist immer wieder Gegenstand kritischer Dokumentationen.
In den 1930er Jahren erschienen Publikationen, die Zaharoff als Kriegshetzer darstellten. So wurde behauptet, Basil Zaharoff sei eigentlich ein litauischer Jude namens Manel Sahar gewesen, eine Quelle von 1940 behauptete, er sei ein levantinischer Jude names Zachariou. „In diesem Zusammenhang entlarvt der Autor auch die verbrecherische Rolle, die der Jude Sir Basil Zaharoff aus persönlicher Rache gegen die Achse Berlin-Rom gespielt hat.“, schreibt Bernhard Payr 1942. Carl von Ossietzky bezeichnete Zaharoff als „griechischen Abenteurer“ aus dem Umfeld von David Lloyd George.
Die Person Zaharoffs fand mehrfach Eingang in künstlerische Werke. George Bernard Shaw wählte Zaharoff als Vorbild für den skrupellosen Rüstungsfabrikanten Andrew Undershaft in seinem 1905 veröffentlichten Bühnenstück Major Barbara, das 1940 verfilmt wurde. Unter dem Namen Basil Bazaroff tritt Zaharoff in Hergés ab 1935 veröffentlichten Comic-Werk Der Arumbaya-Fetisch als Waffenhändler und Gegenspieler von Tim in Erscheinung, der versucht, seine Waffen den beiden verfeindeten Staaten „San Theodoros“ und „Nuevo-Rico“ zu verkaufen. In Harald Brauns 1952 gedrehtem Film Herz der Welt wird er als Gegenspieler von Bertha von Suttner dargestellt, verkörpert von Werner Hinz. Friedrich Dürrenmatts 1956 uraufgeführte Tragikomödie Der Besuch der alten Dame spielt mit der Figur der zweifelhaften Wohltäterin „Claire Zachanassian“ auf Zaharoff an. Der Name Zachanassian entsteht durch Zusammenziehen von Zacharoff (Dürrenmatt bezieht sich auf diese Schreibweise), Onassis und Gulbenkian. 1969 drehte Wolfgang Schleif den ZDF-Fernsehfilm Sir Basil Zaharoff – Makler des Todes (Drehbuch: Michael Mansfeld; Darsteller: Antje Weisgerber und Richard Münch). In der 2015 auf TRT 1 erschienenen türkischen Detektivserie Filinta (Regisseur: Kudret Sabanci) wird Zaharoff als Antagonist unter dem Namen „Boris Zaharyas“ gezeigt (Schauspieler: Serhat Tutumluer), welcher als kluger Stratege des organisierten Verbrechens zu sehen ist: Von seinem Sitz im Istanbul des 19. Jahrhunderts aus führt er unter anderem illegale Waffengeschäfte durch oder verkauft Öl-Karten an Interessenten aus dritten Ländern.